# محمدتقی وکیل‌الدوله

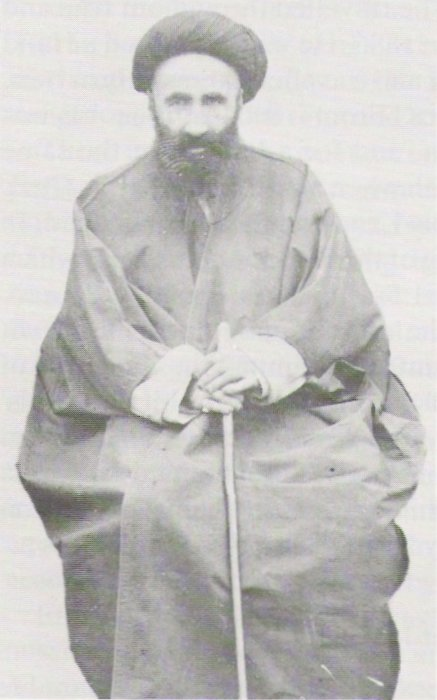
میرزا محمدتقی وکیل‌الدوله

میرزا محمدتقی وکیل‌الدوله مشهور به افنان یزدی از ۱۹ نخستین حواریون بهاالله و پسردایی سید علی‌محمد باب بود.
وی به امر عبدالبهاء، نخستین مشرق‌الاذکار بهائی را در عشق‌آباد بنیاد کرد.